# Есперија
Есперија (итал. Esperia) је насеље у Италији у округу Фрозиноне, региону Лацио.
Према процени из 2011. у насељу је живело 903 становника. Насеље се налази на надморској висини од 330 м.

## Становништво
| 1931. | 1936. | 1951. | 1961. | 1971. | 1981. | 1991. | 2001. | 2011. |
| ----- | ----- | ----- | ----- | ----- | ----- | ----- | ----- | ----- |
| 6.128 | 6.352 | 6.154 | 5.445 | 4.698 | 4.514 | 4.380 | 4.131 | 3.903 |